# Пять евро
 Пять евро  — наименьшая по номинальной стоимости банкнота евро. Также является памятной монетой ряда европейских стран.
Банкнота находится в обращении с 2002 года то есть с момента введения этой валюты. На банкнотах евро изображены мосты и арки.
Банкнота пять евро содержит такие элементы защиты, как водяные знаки, невидимые чернила, голограммы и микропечать. В сентябре 2011 года в 17 странах Еврозоны насчитывалось около 1 507 467 000 банкнот с номиналом в пять евро.

## История

### До введения
Евро был введён в обращение 1 января 1999 года, когда он стал валютой для более чем 300 миллионов человек в Европе. В течение первых трех лет своего существования евро был формальной валютой, использовавшейся только для бухгалтерского учёта. Наличные евро были введены 1 января 2002 года, когда они заменили национальные валюты 12 стран еврозоны, такие, как ирландский фунт  австрийский шиллинги так далее.

### После введения
Переход на евро, в течение которого национальные валюты были заменены на евро, продолжался около двух месяцев, до 28 февраля 2002 года. Официальная дата, на которую национальные валюты перестали быть законным платежным средством, варьировалась в разных странах еврозоны. Самая ранняя дата была установлена в Германии, где немецкая марка официально перестала быть законным платежным средством 31 декабря 2001 года, но период обмена длился на два месяца больше. Даже когда старые банкноты и монеты перестали быть законным платежным средством, они продолжали приниматься национальными центральными банками в течение 10 лет.

### Изменения
На банкнотах первоначального выпуска стояла подпись президента Европейского центрального банка Вима Дуйзенберга, который был заменён 1 ноября 2003 года Жаном-Клодом Трише, чья подпись появилась на последующих банкнотах.
Банкнота минимального достоинства 5 евро второй серии была представлена 10 января 2013 года. Она была введена в обращение 2 мая. Купюры нового образца имеют улучшенную защиту от подделки. В связи с вступлением в европейский союз Болгарии новая серия банкнот евро будет иметь надпись «EBPO», а также сокращение «ЕЦБ» (сокращение от болг. Европейска централна банка).
5 евро 2013 года выпуска

## Дизайн
Как и остальные банкноты, 5 евро содержит наименование валюты, номинал, флаг Евросоюза, подпись президента Европейского центрального банка, 12 звезд европейского союза, год выпуска и специальные элементы защиты банкноты.
Пять евро — наименьшая по размеру банкнота евро размером 120×62 мм. Выполнена в серой цветовой гамме.
Все банкноты евро содержат изображения мостов и арок различных исторических стилей европейской архитектуры. Пять евро отражает классическую архитектуру античной эпохи (до V века н. э.). Хотя Роберт Калина разработал оригинальные рисунки реально существующих зданий, по политическим причинам было решено разместить схематические примеры соответствующих архитектурных эпох.

## Элементы защиты банкноты
Поскольку купюра 5 евро наименьшего номинала, её защита не так высока, относительно остальных купюр. Купюра защищена голограммой с изображением созвездия Евриона, водяными знаками, рельефной печатью, защитной нитью, матовой поверхностью, штрихкодом и серийным номером, присваиваемым в соответствии с определённым математическим правилом.

### Обращение
По состоянию на январь 2013 года выпущено около 1 532 910 000 банкнот 5 евро. Европейский центральный банк внимательно следит за оборотом и имеет запас монет и банкнот евро.

## Монеты 5 евро
Монеты пять евро относятся к «нестандартным» номиналам монет евро и являются законным платёжным средством только в стране-эмитенте. В основном, эти монеты распространяются в качестве памятных или коллекционных монет.
Монеты номиналом в 5 евро выпускают Австрия, Германия, Нидерланды, Сан-Марино, Португалия, Финляндия и другие страны еврозоны.